# Land- und Stadtgericht Berleburg
Das Land- und Stadtgericht Berleburg war von 1834 bis 1849 ein preußisches Land- und Stadtgericht mit Sitz in Berleburg.

## Geschichte
Berleburg war Sitz einer Standesherrschaft des Fürsten Sayn-Wittgenstein, da das Fürstentum Sayn-Wittgenstein-Berleburg mediatisiert worden war. Mit Verordnung vom 21. Juni 1815, betreffend die Verhältnisse der vormals unmittelbaren Reichsstände wurde den Standesherren die Rechtsprechung in ihren Standesherrschaften zugesagt und dies mit Instruktion vom 30. Mai 1820 konkretisiert. So entstand das Standesherrliche Justizamt Berleburg. Dieses Fürstlich Wittegenstein-Berleburgsche Justizamt zu Berleburg hatte jedoch keinen langen Bestand. Mit Vertrag vom 22. Mai 1834 verzichtete der Fürst für sich (jedoch nicht für seine Nachfahren) auf die Gerichtsbarkeit. Das Gericht wurde dann als Königlich Preußisches Fürstlich Wittgensteinsches Land- und Stadtgericht zu Berleburg bezeichnet.
1839 lebten im Sprengel des Gerichts 8236 Gerichtseingesessene. Am Gericht waren ein Land- und Stadtrichter, ein Assessor und vier nicht-richterliche Mitarbeiter beschäftigt.
Nach der Märzrevolution wurden in Preußen die Patrimonialgerichte abgeschafft und einheitlich Kreisgerichte geschaffen. Das Land- und Stadtgericht Berleburg wurde aufgelöst und stattdessen die Gerichtsdeputation Berleburg des Kreisgerichts Siegen im Bezirk des Appellationsgerichts Arnsberg geschaffen.